# シャヘド131
シャヘド131
- 用途：無人攻撃機 (徘徊型兵器)
- 分類：無人攻撃機
- 製造者：シャヘド航空産業（英語版）
- 運用者：

  -  イラン
  -  ロシア

シャヘド131（ペルシア語: شاهد۱۳۶、「信仰告白者-131」の意）は、イランのシャヘド航空産業が開発した無人航空機（徘徊型兵器）。ロシアでは、ゲラン1（ロシア語: Герань-1、「ゼラニウム-1」の意）の名称で運用している。

## 概要
Air Forces Monthly誌によれば、シャヘド131は、南アフリカ共和国のケントロン（現デネルダイナミクスが開発したARD-10無人航空機の設計図を基にして開発されたものとなっているが、イギリスの王立防衛安全保障研究所では原型は不明としている。
シャヘド131の弾頭重量は15キログラム、航続距離は900キロメートルとなっている。
エンジンには、中華人民共和国製MDR-208ロータリーエンジンをコピーしたセラート1ロータリーエンジンが搭載されており、2019年にサウジアラビアの石油施設攻撃で使用された機体から発見されている。
飛行制御ユニットはイリジウム衛星と接続可能なことが判明しており、理論上は飛行中の飛行経路変更が可能となっている。また、飛行制御装置にはMEMSジャイロスコープによる慣性航法装置（英語: Inertial Navigation System、略称：INS）がバックアップ用で搭載されており、商用グローバル・ポジショニング・システム（英語: Global Positioning System、略称：GPS）からの位置情報を補正に使用している。
シャヘド131はシャヘド136と形状が酷似しており、垂直尾翼が翼端から上方へ伸びている点でシャヘド136と視覚的な判別が可能である。シャヘド136では垂直尾翼が上下方向に伸びている。

## 運用
シャヘド131の実戦投入がアラビア半島で初確認されたのが、イエメンの反政府武装組織フーシ派による2019年のサウジアラビア石油施設攻撃とされているが、アメリカ合衆国のワシントン・ポスト紙は別種の機体が使用されたと報じている。
また、2022年からのロシアによるウクライナ侵攻において、ロシア連邦軍がゲラン1として使用しているほか、エンジンをDLE-60ツインエンジンに換装した簡易型をゲラン3として使用している。

## 運用国
- イラン
- ロシア[14]